# Новий Бялинін
Новий Бялинін (пол. Nowy Białynin) — село в Польщі, у гміні Нова-Суха Сохачевського повіту Мазовецького воєводства.
Населення — 204 особи (2011).
У 1975-1998 роках село належало до Скерневицького воєводства.

## Демографія
Демографічна структура станом на 31 березня 2011 року:
|          | Загалом | Допрацездатний вік | Працездатний вік | Постпрацездатний вік |
| -------- | ------- | ------------------ | ---------------- | -------------------- |
| Чоловіки | 96      | 26                 | 61               | 9                    |
| Жінки    | 108     | 23                 | 66               | 19                   |
| Разом    | 204     | 49                 | 127              | 28                   |